# Bilbilis

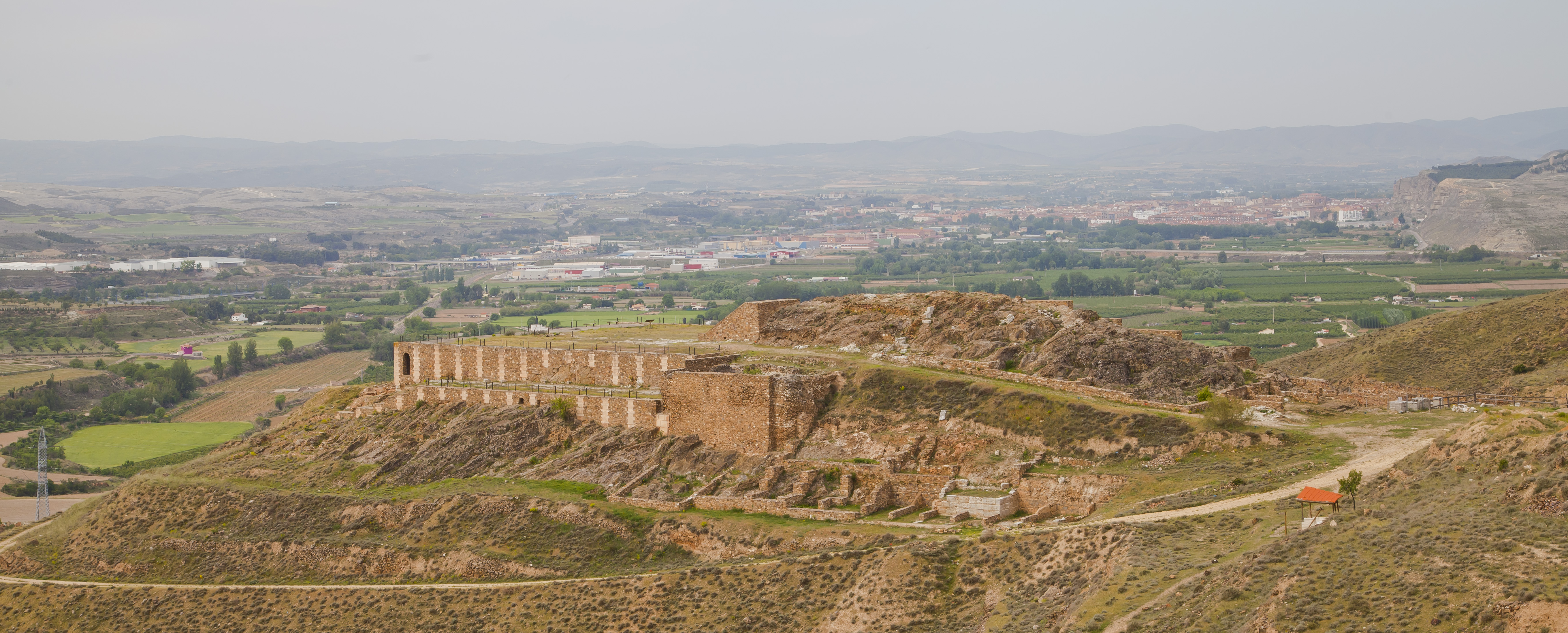
Forum in Bilbilis

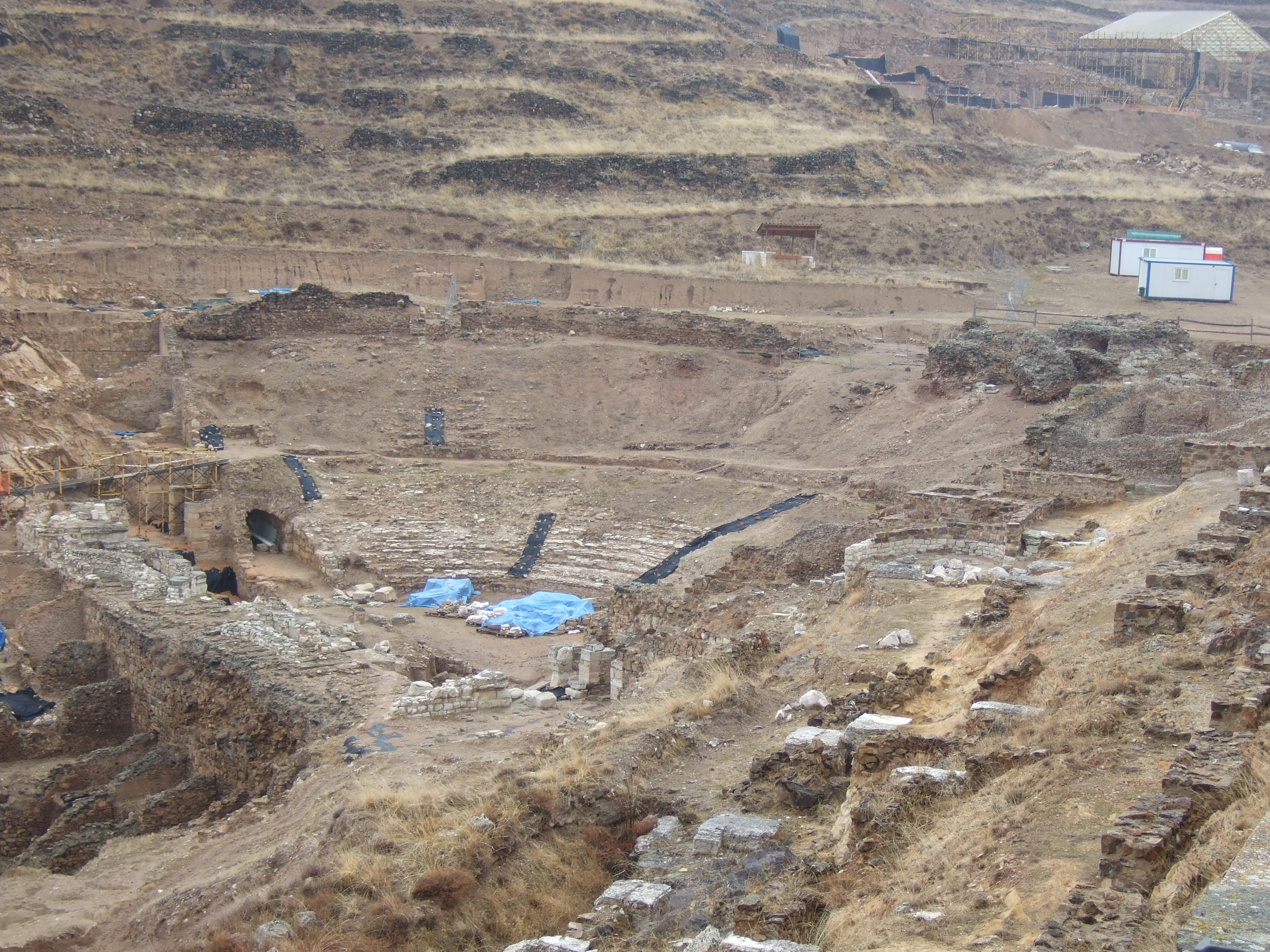
Theater

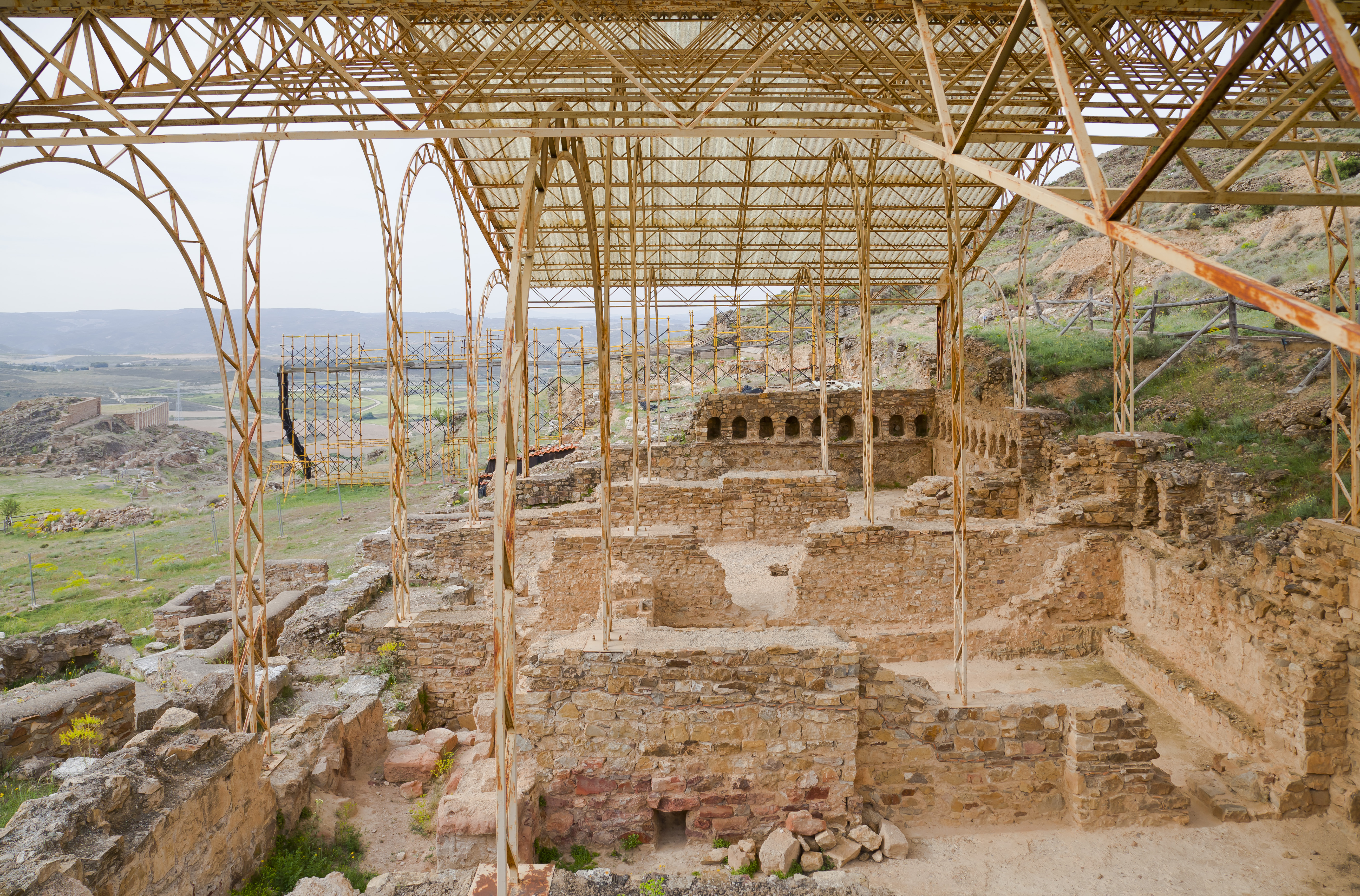
Thermen

Bilbilis war der Name einer Stadt der Keltiberer in der römischen Provinz Hispania Tarraconensis im heutigen Spanien. Sie ist bekannt vor allem als Heimatstadt des römischen Dichters Martial.

## Geschichte
Die Siedlung lag auf einer steilen Anhöhe am Fluss Salo (heute Jalón). Die Überreste finden sich heute auf dem Cerro de Bámbola nahe Calatayud (Provinz Zaragoza).
Der Ortsname leitet sich möglicherweise von Birbilis her, der Bezeichnung für einen Fluss, der entweder mit dem Nebenfluss Ribota oder mit einem Abschnitt des Salo selbst identifiziert wird. Er ist bezeugt durch Münzen mit der iberischen Aufschrift plpls und mit der lateinischen Bilbilis Italica municipium Augusta, was überdies auf eine eigene Münzstätte hinweist. Ob Bilbilis den Status eines Municipiums oder einer Colonia hatte, ist umstritten. Jedenfalls erhielt es durch die Ansiedlung römischer Kolonen städtische Strukturen. Die Fernstraße von Augusta Emerita nach Caesaraugusta führte durch Bilbilis. In der Spätantike verfiel die Stadt und wurde schließlich aufgegeben. Aus einer im 8. Jahrhundert knapp 5 km entfernt errichteten Festung der Mauren ging die heutige Stadt Calatayud hervor.
Wichtige Quelle für Bilbilis ist neben den archäologischen Funden der Dichter Martial, der im Jahre 40 n. Chr. hier geboren wurde und, heimgekehrt um das Jahr 102, hier auch starb. Er erwähnt seine Vaterstadt vielfach lobend in seinen Gedichten. Hiernach war Bilbilis berühmt für seine Metallverarbeitung. Die etwa 24 km westlich an der römischen Fernstraße gelegenen Schwefelquellen Aquae Bilbilitanorum, auch diese von Martial gepriesen, werden noch heute als Thermen genutzt (Alhama de Aragón). Weitere von Martial zahlreich erwähnte Lokalitäten in Bilbilis und Umland sind heute nicht mehr zu identifizieren.